# Бег от смерти
«Бег от смерти» — белорусский фильм 1996 года режиссёра Виктора Дерюгина

## Сюжет
Напряженная и динамичная картина, главный герой которой — бывший десантник — своего рода современный Родион Раскольников. Позарившись на деньги, молодой человек убивает женщину, у которой они с женой снимали квартиру, а после и свою супругу. Работники милиции разоблачают преступника, но ему удается сбежать от них. Серьёзно ранив охранника, он завладевает его оружием, и бег от смерти начинается, обрастая комом преступлений, но превращаясь, в конце концов, в бег от собственной совести, а от неё, как известно, убежать очень трудно…

## В ролях
- Дмитрий Щербина — Евгений Носов
- Геннадий Шкуратов — Игорь Николаевич Ветров
- Анатолий Котенёв — Олег Игнатович, полковник милиции
- Николай Олялин — генерал-майор милиции Романов
- Александр Тимошкин — Владимир Тростник, лейтенант
- Пётр Юрченков — Владимир Савич
- Михаил Пахоменко — Алексей
- Валерий Филатов — начальник милиции
- Елена Внукова — Люся
- Мария Зинкевич — Горанская, тёща
- Валентина Деменкова — тётя Лена
- Александр Кашперов — водитель скотовоза
- Георгий Волчек — водитель легковой
- Валерия Арланова — эпизод
- Олег Корчиков — эпизод
- Иван Мацкевич — эпизод
- Анатолий Гурьев — эпизод

## Фестивали и призы
Диплом жюри «За лучшую главную мужскую роль» (Д. Щербина) кинофестиваля «Золотой Витязь» (1997), диплом и специальный приз за роль в фильме (А. Котенёв) на кинофестивале «Лістапад».

## Критика
К сожалею, создатели фильма явно заблудились в жанрах, сверяя свой путь по неисправному компасу, который попеременно указывал то на детектив, то на психологическую драму. Попытки объединить одно и другое не привели к успеху. Отдадим себе отчет, очень уж ординарен был сценарий. Он не давал повода для сложных творческих решений.— киновед Анатолий Красинский